# Ranunculus parobscurans
Ranunculus parobscurans är en ranunkelväxtart som beskrevs av S. Ericsson. Ranunculus parobscurans ingår i släktet ranunkler, och familjen ranunkelväxter. Inga underarter finns listade i Catalogue of Life.